# ダラーラ・F2 2024
ダラーラ・F2 2024（Dallara F2 2024）は、イタリアのレーシングカーコンストラクター、ダラーラが製作したフォーミュラカーである。2024年からFIA F2選手権で使用されている。

## 概要
2018年から2023年までダラーラ・F2 2018を使用していたが、2023年8月31日、F1・第15戦イタリアGPが行われるモンツァ・サーキットで初公開された。
同年7月にイタリア・ヴァラーノにあるアウトードロモ・リカルド・パレッティでタチアナ・カルデロンがシェイクダウンを担当した。

## スペック

### シャーシ
- 全長：5,284mm
- 全幅：1,900mm
- 全高：1,097mm
- ホイールベース：3,135mm
- ブレーキキャリパー：6ピストンモノブロックキャリパー
- ホイール：O・Z製
- タイヤ：ピレリ製
- ギヤボックス：ヒューランド製6速シーケンシャル、パドルシフト
- 車両重量：795kg以上（ドライバー込み）

### エンジン
- 供給メーカー：メカクローム
- 気筒数：V型6気筒
- 排気量：3,400cc
- 弁機構：
- 最高回転数：
- 最大出力：620HP